# Brote psicótico
Un brote psicótico se define como una ruptura de la realidad de forma temporal. Puede ser provocada por diversas causas, pero la más frecuente es una fuente de estrés potente y constante en el tiempo o  debido a un consumo de alguna droga, principalmente todas aquellas que poseen un principio activo de tipo alucinógeno. Puede tener muchas causas orgánicas o psíquicas, como intoxicaciones o enfermedades mentales, aunque cada vez son más los avances que estudian sobre los componentes ambientales. En estos casos, suele ser conveniente un ingreso hospitalario en una Unidad de Psiquiatría, donde se debe tratar con fármacos antipsicóticos. Existe una gran variedad de fármacos de este tipo con distinto perfil para responder a la sintomatología particular de cada brote, por lo que el tratamiento es personalizado para cada paciente según sus características personales y los síntomas específicos presentados, buscando el más efectivo para cada persona. 
Antes de que la persona padezca un brote psicótico, se puede observar un patrón de comportamiento generalmente caracterizado por la aparición de unos síntomas denominados prodrómicos. Los pródromos (del griego, lo que precede a la carrera) se caracterizan por un pensamiento extremadamente acelerado que desordenan tanto los síntomas afectivos, vivencias y síntomas cognitivos en la persona que los padece. No son fácilmente detectables pues no siempre la persona que se encuentra en este estado manifiesta su mundo interior, dado que están experimentando una profunda sensación de miedo. Los pródromos alcanzan un punto de inflexión en la llamada "trema" (ese momento en el cual los actores tienen que salir a escena y se pueden quedar "en blanco"), a partir de la cual comienzan los "síntomas positivos" del brote, así denominados por ser muy floridos y es en este momento cuando se puede percibir un comportamiento anómalo de la persona. Con anómalo no nos estamos refiriendo a violento o a agresivo necesariamente, de hecho esto sucede en un porcentaje ínfimo de los casos, sino a la ruptura temporal de la realidad cognitiva.
Unos días después de presentar estos comportamientos, la persona acaba padeciendo una alucinación o un delirio, con la consecuente descompensación. Es muy frecuente que la persona deba ser hospitalizada de urgencia para poder ayudarla.
Es muy importante que la persona que ha requerido una hospitalización necesite, posteriormente a esta, consultar con un psiquiatra que le pueda asesorar y explicar en profundidad qué es lo que le ha ocurrido, así como las posibles causas del brote psicótico que ha padecido, como los riesgos de padecer otro en el futuro, qué es un brote y qué es la esquizofrenia, cuál es el tratamiento de la esquizofrenia o para un brote. Es decir, que la persona pueda recibir respuesta a todas aquellas preguntas que inevitablemente se formulan.
Los brotes psicóticos pueden aparecer en mayor o menor grado durante la vida, pero un brote se diagnostica cuando los síntomas sean muchos más que lo normal, sucedan con más frecuencia, tengan una intensidad relevante y, en definitiva, que interfieran en la vida diaria de la persona afectada.
Durante un brote psicótico, la realidad percibida por la persona afectada se ve alterada de modo que no se puede comportar normalmente en su entorno. No es infrecuente que durante un brote psicótico, el médico, la familia o el propio paciente (o todos juntos) decidan que el mejor cuidado para la persona se lleve a cabo internado en un régimen hospitalario y que la persona sea tratada médicamente dentro del hospital hasta que se alivie toda la sintomatología.
El brote puede durar unos días, semanas o meses pero, con el tratamiento médico apropiado, lo normal es que la persona salga, se distraiga con hacer cosas al aire libre ya sea con amigos, pareja o familia para que se estabilicen sus emociones y vuelva a la vida diaria y normal. Si los síntomas y los brotes persisten, entonces la vida de la persona se puede ver afectada mucho, poco o nada dependiendo del tipo de vida que lleva y del desarrollo de la enfermedad.

## Diferencia con esquizofrenia
Es muy importante aclarar qué es un brote psicótico y qué es la esquizofrenia, puesto que en muchas ocasiones se pueden confundir uno con otra o usarlos como sinónimos, ya que los síntomas de la esquizofrenia y del brote psicóticos son parecidos. La esquizofrenia es una forma de psicosis de larga duración, mientras que un brote psicótico sería una manifestación abrupta de lo que se podría considerar la sintomatología positiva de la esquizofrenia durante un breve periodo de tiempo.
Un brote psicótico no es sinónimo de esquizofrenia. Existen brotes aislados que no vuelven a aparecer y también existen brotes que se asocian a otras enfermedades mentales, como el trastorno bipolar. Lo que todos los brotes tienen en común es que, debido a desequilibrios en sustancias neuroquímicas en el cerebro, la persona que los padece pierde el sentido de la realidad. Por otra parte, los síntomas de un brote psicótico pueden ser iguales que los de una esquizofrenia. En la práctica clínica es común esperar a que una persona tenga más de un brote antes de considerar el diagnóstico de una de las enfermedades psicóticas.